# Ридсвил (Пенсилванија)
Ридсвил (енгл. Reedsville) насељено је место без административног статуса у америчкој савезној држави Пенсилванија.

## Демографија
По попису из 2010. године број становника је 641, што је 217 (-25,3%) становника мање него 2000. године.
| Група             | 2000.       | 2010.       |
| Белци             | 854 (99,5%) | 634 (98,9%) |
| Афроамериканци    | 0 (0,0%)    | 3 (0,5%)    |
| Азијати           | 2 (0,2%)    | 1 (0,2%)    |
| Хиспаноамериканци | 0 (0,0%)    | 0 (0,0%)    |
| Укупно            | 858         | 641         |